# الرابطة التونسية الخامسة لكرة القدم
الرابطة التونسية الجهوية أو الرابطة الخامسة (بالفرنسية: Division V)‏ هي دوري الدرجة الخامسة في تونس، وتعتمد على الرابطات الجهوية التالية:
| - مجموعة الوطن القبلي - مجموعة الشمال - مجموعة الشمال الغربي - مجموعة الوسط | - مجموعة الوسط الشرقي - مجموعة الجنوب - مجموعة الجنوب الغربي |

## السجل عبر التاريخ
| - 2006 : المستقبل الرياضي بالمحمدية - 2007 : النجم الرياضي الرادسي - 2008 : النادي الرياضي بفوشانة - 2009 : - 2010 : - 2011 : - 2012 : | - 2006 : النادي الرياضي بمنزل بوزلفة - 2007 : المستقبل الرياضي بسليمان - 2008 : الأمل الرياضي بتازركة - 2009 : - 2010 : - 2011 : - 2012 : | - 2009 : الشبيبة الرياضية بسكرة - 2010 : الاتحاد الرياضي لبرج السدرية - 2011 : نادي كرة القدم لمنزل تميم - 2012 : الاتحاد الرياضي بجبل الجلود | - 2006 : الهلال الرياضي بالرديف - 2007 : المستقبل الرياضي بقفصة - 2008 : السهم الرياضي بقفصة سكار - 2009 : النادي الرياضي لنفطة - 2010 : الأمل الرياضي بلالا - 2011 : السد الرياضي بتمغزة - 2012 : |

- 2006 : صاعقة تستور
- 2007 : النجم الرياضي الخميري
- 2008 : تنجة الرياضية
- 2009 : الاتحاد الرياضي بالجديدة
- 2010 : عليا الرياضية
- 2011 : النادي المجازي
- 2012 : تنجة الرياضية

 رابطة الشمال الغربي 
- 2006 : النجم الرياضي بتاجروين
- 2007 : نادي كرة القدم بالجريصة
- 2008 : النادي الرياضي بالروحية
- 2009 : الصافية الرياضية بالقصور
- 2010 : النجم الرياضي بقعفور
- 2011 : الإتفاق الرياضي بالسبيبة
- 2012 : النادي الرياضي بالروحية

 رابطة الوسط 
- 2006 : الأمل الرياضي بحفوز
- 2007 : النجم الرياضي بالوسلاتية
- 2008 : الأسد الرياضي بقصبة سوسة
- 2009 : النجم الرياضي ببوفيشة
- 2010 : الملعب السوسي
- 2011 : الأمل الرياضي بحفوز
- 2012 : النادي الرياضي بالمسعدين

- 2006 : النصر الرياضي بتوزة
- 2007 : الغزالة الرياضية بقلطة
- 2008 : النسر الرياضي بطبلبة
- 2009 : الاتحاد الرياضي بقصيبات ميدون
- 2010 : اتحاد قصور الساف
- 2011 : النادي الرياضي ببمبلة
- 2012 : شهاب الوردانين

 رابطة الجنوب 
- 2006 : النجم الرياضي بالجم
- 2007 : النسر الرياضي بجلمة
- 2008 : الأهلي الصفاقسي
- 2009 : المستقبل الرياضي بمحرس
- 2010 : النادي الرياضي بمهزق
- 2011 : التقدم الرياضي لساقية الداير
- 2012 : الأهلي الصفاقسي

 رابطة الجنوب الشرقي 
- 2006 : سوق الأحد
- 2007 : الوداد الرياضي بالحامة
- 2008 : الأمل الرياضي بالحامة
- 2009 : الاتحاد الرياضي المطوي
- 2010 : مارث الرياضية
- 2011 : الشبيبة الرياضية بوذرف
- 2012 : الإتحاد الرياضي بتطاوين